# Ricardo Gomes
Ricardo Gomes Raymundo (13 de desembre de 1964) és un exfutbolista brasiler, posteriorment entrenador de futbol.

## Selecció del Brasil
Va formar part de l'equip brasiler a la Copa del Món de 1990.